# Парламентские выборы в КНДР (2009)
Выборы в Верховное народное собрание 12-го созыва в Северной Корее прошли 8 марта 2009 года.
Как и прошлые выборы, выборы 2009 года прошли на безальтернативной основе, с одним кандидатом на каждый избирательный округ, все кандидаты были выдвинуты от Единого демократического отечественного фронта.
Генеральный секретарь Трудовой партии Кореи Ким Чен Ир баллотировался по 333 округу. За него было подано 100 % голосов, явка составила 100 %.
Было избрано 687 депутатов. Согласно официальным данным, на выборах проголосовало 99,98 % зарегистрированных избирателей, что больше, чем на выборах прошлых лет: в 1998 к избирательным урнам подошли 99,85 % граждан КНДР, в 2003 — 99,90 %.

## Итоги выборов
|                                     |                                            |                                             |                                     |        |        |       |  |  |  |  |  |  |  |  |
| Коалиция                            | Коалиция                                   | Партия                                      | Партия                              |        |        |       |  |  |  |  |  |  |  |  |
| Коалиция                            | Коалиция                                   | Партия                                      | Партия                              | Голоса | %      | Места |  |  |  |  |  |  |  |  |
|                                     | Единый демократический отечественный фронт |                                             | Трудовая партия Кореи               |        |        | 606   |  |  |  |  |  |  |  |  |
|                                     | Единый демократический отечественный фронт | Социал-демократическая партия Кореи         |                                     |        | 50     |       |  |  |  |  |  |  |  |  |
|                                     | Единый демократический отечественный фронт | Партия молодых друзей небесного пути        |                                     |        | 22     |       |  |  |  |  |  |  |  |  |
|                                     | Единый демократический отечественный фронт | Ассоциация северокорейских граждан в Японии |                                     |        | 5      |       |  |  |  |  |  |  |  |  |
|                                     | Единый демократический отечественный фронт | Беспартийные                                |                                     |        | 3      |       |  |  |  |  |  |  |  |  |
| Всего                               | Всего                                      |                                             | 100,00                              | 687    |        |       |  |  |  |  |  |  |  |  |
| Всего                               | Всего                                      | Всего                                       | Всего                               |        | 100,00 | 687   |  |  |  |  |  |  |  |  |
| Зарегистрированных избирателей/Явка | Зарегистрированных избирателей/Явка        | Зарегистрированных избирателей/Явка         | Зарегистрированных избирателей/Явка |        | 99,98  |       |  |  |  |  |  |  |  |  |
| Источник:IPU                        |                                            |                                             |                                     |        |        |       |  |  |  |  |  |  |  |  |

### Избранные депутаты
В Верховное народное собрание были переизбраны генеральный секретарь Трудовой партии Кореи Ким Чен Ир (от избирательного округа № 333, единогласно), председатель Постоянного совета ВНС и Председатель президиума Верховного собрания прошлого созыва Ким Ён Нам, почётный заместитель председателя ВНС КНДР Ким Ён Чжу, заведующая отделом лёгкой промышленности ЦК Трудовой партии Кореи Ким Гён Хи и её муж Чан Сон Тхэк, возглавляющий административный отдел ЦК ТПК, заместитель председателя Постоянного совета ВНС Ян Хён Соп, заместитель председателя Комитета обороны КНДР О Гын Нёль (кор. 오극렬), глава Единого фронта воссоединения Ким Ян Гон (кор. 김양건) и его заместитель Ли Джон Хёк (кор. 리종혁), главный советник кабинета министров Ким Нён Сон (кор. 김령성), ответственный секретарь Комитета по мирному объединению родины Ан Гён Хо (кор. 안경호).
Среди впервые избранных депутатов присутствует глава политотдела Комитета обороны КНДР Ким Ён Чхоль (кор. 김영철), директор Банка внешней торговли КНДР О Гван Чхоль (кор. 오광철), новый постпред КНДР при ООН Син Сон Хо (кор. 신선호), участвовавший в установлении связей между журналистами Северной и Южной Кореи Чо Чхун Хан (кор. 조충한).
В парламент избраны новый министр народных вооружённых сил КНДР Ким Ён Чхун, глава генштаба Корейской народной армии Ли Ён Хо, ответственный партсекретарь провинци Хванхэ-Пукто Чхве Рён Хэ, министр народной безопасности Чу Сан Сон (кор. 주상성), заместитель министерства охраны государственной безопасности У Дон Чхык (кор. 우동측), глава политуправления министерства народной безопасности Чи Ён Чхун (кор. 지영춘).
| Округ      | Имя                | Статус               |
| ---------- | ------------------ | -------------------- |
| 333        | Ким Чен Ир         | переизбран           |
| 5          | Ким Ён Нам         | переизбран           |
| 18         | Чо Мён Рок         | переизбран           |
| 1          | Маршал Ли Ыль Соль | переизбран           |
| неизвестно | Ли Ён Му           | переизбран           |
| неизвестно | Ян Хён Соп         | переизбран           |
| 31         | Чан Сон Тхэк       | переизбран           |
| 42         | О Гын Нёль         | вернулся из отставки |
| неизвестно | Пак Мён Чхоль      | вернулся из отставки |
| 67         | Ким Ян Гон         | переизбран           |
| 440        | Ли Джон Хёк        | переизбран           |
| неизвестно | Ким Ён Дэ          | переизбран           |
| неизвестно | Ким Сон Нам        | Новый член           |
| 49         | Ким Мён Хван       | Новый член           |
| 15         | Син Ён Чхоль       | Новый член           |

Полный список делегатов представлен на здесь (англ.) и здесь (кор.).